# Pseudomys desertor
Pseudomys desertor is een knaagdier uit het geslacht Pseudomys dat voorkomt in Australië. Zijn verspreidingsgebied beslaat Bernier Island, het oosten van West-Australië, het zuiden van het Noordelijk Territorium en het noorden van Zuid-Australië. In het noordwesten van Victoria en het westen van New South Wales is de soort uitgeroeid.
Deze soort heeft een lange vacht die er wat stekelig uitziet. De rug is bruin, geleidelijk overlopend in de lichtgrijze onderkant. De staart is van boven bruin en wit van onder, met duidelijke schubben. Om de ogen zit een lichtbruine tot oranje ring. De oren zijn kort, de achtervoeten lang. De kop-romplengte bedraagt 70 tot 105 mm, de staartlengte 70 tot 105 mm, de achtervoetlengte 20 tot 22 mm, de oorlengte 11 tot 14 mm en het gewicht 15 tot 30 gram. Vrouwtjes hebben 0+2=4 spenen.
Deze soort is deels overdag actief; hij slaapt in een hol en is solitair. Het dier eet voornamelijk gras en zaden. Ze paren als de omstandigheden dat toelaten.